# Лишковиці (гміна)
Гміна Лишковиці (пол. Gmina Łyszkowice) — сільська гміна у центральній Польщі. Належить до Ловицького повіту Лодзинського воєводства.
Станом на 31 грудня 2011 у гміні проживало 6803 особи.

## Площа
Згідно з даними за 2007 рік площа гміни становила 106.90 км², у тому числі:
- орні землі: 78.00%
- ліси: 16.00%

Таким чином, площа гміни становить 10.83% площі повіту.

## Населення
Станом на 31 грудня 2011:
| Опис     | Загалом | Загалом | Чоловіки | Чоловіки | Жінки | Жінки |
| -------- | ------- | ------- | -------- | -------- | ----- | ----- |
| одиниця  | осіб    | %       | осіб     | %        | осіб  | %     |
| все      | 6803    | 100     | 3314     | 48.71    | 3489  | 51.29 |
| міське   | 0       | 100     | 0        |          | 0     |       |
| сільське | 6803    | 100     | 3314     | 48.71    | 3489  | 51.29 |

## Сусідні гміни
Гміна Лишковіце межує з такими гмінами: Ґловно, Дмосін, Доманевіце, Ліпце-Реимонтовське, Лович, Макув, Неборув, Скерневіце.